# Gammarus inaequicauda
Gammarus inaequicauda är en kräftdjursart som beskrevs av Jan Hendrik Stock 1966. Gammarus inaequicauda ingår i släktet Gammarus, och familjen Gammaridae. Arten är reproducerande i Sverige.